# 인페르노 (1980년 영화)
《인페르노》(영어: Inferno)는 1980년 개봉한 이탈리아의 초자연 공포 영화이다. 다리오 아르젠토가 감독과 각본을 맡았으며, 토머스 드 퀸시의 에세이 심연에서의 탄식 (Suspiria de Profundis)이 영화의 원작이다. 세 마녀 삼부작(The Three Mothers) 중 두 번째 작품이다.

## 출연

### 주연
- 리 맥클로스키
- 아이린 미라클

### 조연
- 엘레오노라 조르지
- 다리아 니콜로디
- 사샤 피토에프
- 알리다 발리
- 베로니카 라자르
- 가브리엘 라비아
- 페오더 칼리아핀 주니어
- 파올로 파올로니
- 풀비오 민고지

## 기타
- 미술: 쥬세페 바산
- 의상: 마시모 렌티니